# 成神经管细胞瘤
成神经管细胞瘤（英語：medulloblastoma、髓母细胞瘤）是一种高度恶性原发性脑肿瘤，产生于小脑和颅后窝。原来误认为成神经管细胞瘤是神經膠質瘤，现一般认为它属于头盖原发性神经外胚层瘤（英語：primitive neuroectodermal tumors, PNET）家族。